# Tiffauges
Tiffauges /tiˈfoːʒ/ è un comune francese di 1 490 abitanti situato nel dipartimento della Vandea nella regione dei Paesi della Loira.

## Società

### Evoluzione demografica
Abitanti censiti